# Doratopteryx
Doratopteryx is een geslacht van vlinders van de familie Himantopteridae.

## Soorten
- D. afra Rogenhofer, 1883
- D. camerunica Hering, 1937
- D. collarti Hering, 1937
- D. dissemurus Kiriakoff, 1963
- D. filipennis Hering, 1937
- D. flavomaculata Hering, 1937
- D. fulva Hering, 1937
- D. laticauda Hering, 1937
- D. latipennis Hering, 1937
- D. plumigera Butler, 1888
- D. steniptera Hampson, 1920
- D. xanthomelas Rothschild & Jordan, 1903
- D. zopheropa Bethune-Baker, 1911